# Ami Otakiová
Ami Otakiová (japonsky 大滝 麻未, * 28. července 1989 Hiracuka) je japonská fotbalistka.

## Reprezentační kariéra
Za japonskou reprezentaci v letech 2012 až 2013 odehrála 3 reprezentační utkání.

## Statistiky
| Japonsko | Japonsko | Japonsko |
| Roky     | Záp.     | Góly     |
| -------- | -------- | -------- |
| 2012     | 1        | 0        |
| 2013     | 2        | 0        |
| Celkem   | 3        | 0        |